# Đỗ Đình Phong
Đỗ Đình Phong (sinh 1964) là sĩ quan cấp cao trong Quân đội nhân dân Việt Nam, hàm Thiếu tướng, nguyên Phó Tham mưu trưởng Tổng cục Kỹ thuật, hiện đang giữ chức Cục trưởng Cục Kỹ thuật Binh chủng, Tổng cục Kỹ thuật.

## Thân thế sự nghiệp
Năm 1986, ông Phong tốt nghiệp kỹ sư điều khiển tên lửa khóa 16, Học viện Kỹ thuật Quân sự.
Tháng 2 năm 2001, ông được bổ nhiệm giữ chức Phó Trưởng phòng Kế hoạch-Tổng hợp, Bộ Tham mưu, Tổng cục Kỹ thuật.
Tháng 5 năm 2007, ông được bổ nhiệm giữ chức Trưởng phòng Kế hoạch-Tổng hợp, Bộ Tham mưu, Tổng cục Kỹ thuật.
Tháng 8 năm 2012, ông được bổ nhiệm giữ chức Phó Tham mưu trưởng Tổng cục Kỹ thuật.
Tháng 5 năm 2014, ông được bổ nhiệm giữ chức Phó Tư lệnh Quân đoàn 3
Tháng 11 năm 2015, sau khi đi luân chuyển thực tế tại đơn vị ông trở về giữ chức Phó Tham mưu trưởng Tổng cục Kỹ thuật.
Tháng 8 năm 2019, ông được bổ nhiệm giữ chức Cục trưởng Cục Kỹ thuật Binh chủng, Tổng cục Kỹ thuật, Phó Bí thư Đảng ủy Cục.
Thiếu tướng (2019)